# Mikrománi
Mikrománi är en ort i Grekland.   Den ligger i prefekturen Messenien och regionen Peloponnesos, i den södra delen av landet, 180 km sydväst om huvudstaden Aten. Mikrománi ligger 11 meter över havet och antalet invånare är 997.
Terrängen runt Mikrománi är varierad. Runt Mikrománi är det ganska tätbefolkat, med 185 invånare per kvadratkilometer. Närmaste större samhälle är Kalamata, 8,6 km sydost om Mikrománi. == Kommentarer ==
1. ↑  Framräknat ur höjduppgifter (DEM 3") från Viewfinder Panoramas.[2] Mer om algoritmen finns här: Användare:Lsjbot/Algoritmer.
2. ↑  Framräknat ur variansen i alla höjduppgifter (DEM 3") från Viewfinder Panoramas, inom 10 km radie.[2] Mer om algoritmen finns här: Användare:Lsjbot/Algoritmer.